# Crawl (film, 2019)
Pour les articles homonymes, voir Crawl (homonymie).
Pour plus de détails, voir Fiche technique et Distribution.
Crawl ou Terreur dans la tempête au Québec est un film d'horreur américain réalisé par Alexandre Aja, sorti en 2019.

## Synopsis
Haley vit en Floride. Un violent ouragan s’abat sur sa ville natale. Ignorant l'ordre d’évacuer, elle part à la recherche de son père, porté disparu. Elle va finalement le retrouver, grièvement blessé dans le sous-sol de leur ancienne maison familiale. Haley et son père vont vite se rendre compte qu'une inondation progressant très rapidement les menace. Ils vont par ailleurs comprendre que celle-ci est loin d’être la menace la plus terrifiante. Car la ville inondée sera envahie par des alligators.

## Fiche technique
Sauf indication contraire, les informations mentionnées dans cette section peuvent être confirmées par la base de données cinématographiques IMDb,  présente dans la section « Liens externes ».
- Titre original et français : Crawl
- Titre québécois : Terreur dans la tempête[1]
- Réalisation : Alexandre Aja
- Scénario : Michael Rasmussen et Shawn Rasmussen
- Direction artistique : Dragan Kaplarevic et Ketan Waikar
- Décors : Alan Gilmore
- Costumes : Momirka Bailovic
- Photographie : Maxime Alexandre
- Montage : Elliot Greenberg
- Musique : Max Aruj et Steffen Thum
- Production : Alexandre Aja, Craig J. Flores et Sam Raimi

Producteurs délégués : Justin Bursch, Grégory Levasseur et Lauren Selig
Producteur exécutif : Andjelija Vlaisavljevic
- Sociétés de production : Raimi Productions et Ghost House Pictures
- Société de distribution : Paramount Pictures (États-Unis, France)
- Budget : 17 millions de dollars[2]
- Pays d'origine :  États-Unis
- Langue originale : anglais
- Format : couleur
- Genre : horreur, catastrophe , survival
- Durée : 87 minutes
- Dates de sortie[3] :
  - États-Unis : 12 juillet 2019
  - France : 24 juillet 2019
- Interdit aux moins de 12 ans lors de sa sortie en France
  - Déconseillé aux moins de 12 ans à la télévision

## Distribution
- Kaya Scodelario (VF : Karine Foviau ; VQ : Catherine Brunet) : Haley Keller, la fille de Dave
  - Tina Pribicevic (VF : Lya Ghalaïmia) : Haley, jeune
- Barry Pepper (VF : Guillaume Lebon ; VQ : Gilbert Lachance) : Dave Keller
- Morfydd Clark (VF : Onna Clairin) : Beth Keller
- Ross Anderson (VF : Jérémy Bardeau ; VQ : Louis-Philippe Dandenault) : Wayne Taylor
- Jose Palma : Pete
- George Somner (VF : Sébastien Baulain) : Marvin
- Anson Boon (VF : Benjamin Bollen) : Stan
- Ami Metcalf (VF : Julia Boutteville) : Lee
- Colin McFarlane : le gouverneur

 Source et légende : version française (VF) sur RS Doublage et version québécoise (VQ) sur Doublage Québec

## Production
En mai 2018, Paramount Pictures et Ghost House Pictures annoncent qu'Alexandre Aja va réaliser un film avec Kaya Scodelario en tête d'affiche.
Le tournage débute en août 2018 à Belgrade en Serbie, et se termine en fin septembre,.

## Accueil

### Sorties
En janvier 2019, la sortie est annoncée pour le 23 août 2019 avant d'être avancée au 12 juillet 2019 en mars 2019.

### Critiques
Le site Allociné recense une moyenne des critiques presse de 3,3/5.
Pour Libération, « Du film-concept, ennuyeux et cohérent qu’il aurait pu se contenter d’être, il finit en série B forcenée ». Pour Les Fiches du cinéma, « Renouant avec le survival, Aja met en échec son savoir-faire et ses idées de mise en scène en leur préférant un scénario risible ».Pour Olivier Delcroix du Figaro « Aja, revenu au meilleur de sa forme, sert un divertissement primal, cru, violent, mais sacrément réjouissant. » Pour Laurent Duroche de Mad Movies, « Ne vous y trompez pas : malgré son appartenance à un sous-genre souvent négligé, "Crawl" est une petite bombe incarnée et généreuse »

### Box-office
| Pays ou région    | Box-office      | Date d'arrêt du box-office | Nombre de semaines |
| ----------------- | --------------- | -------------------------- | ------------------ |
| États-Unis Canada | 39 014 193 $    | 5 septembre 2019           | 8                  |
| France            | 471 851 entrées | 4 septembre 2019           | 6                  |
| Total mondial     | 91 542 097 $    | -                          | -                  |